# Варлаам и Иоасаф

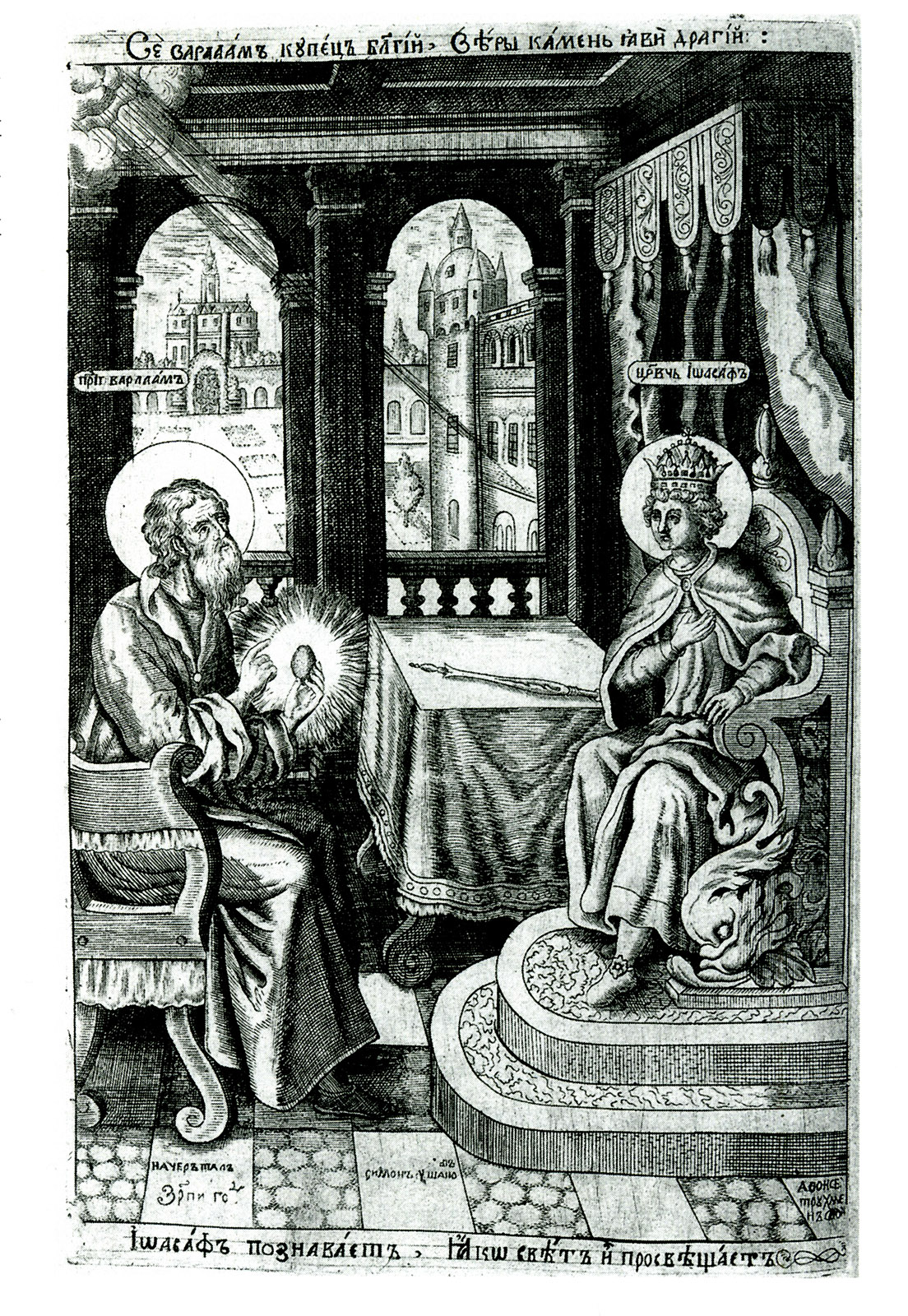
«Варлаам и Иоасаф» гравюра 1680 год.

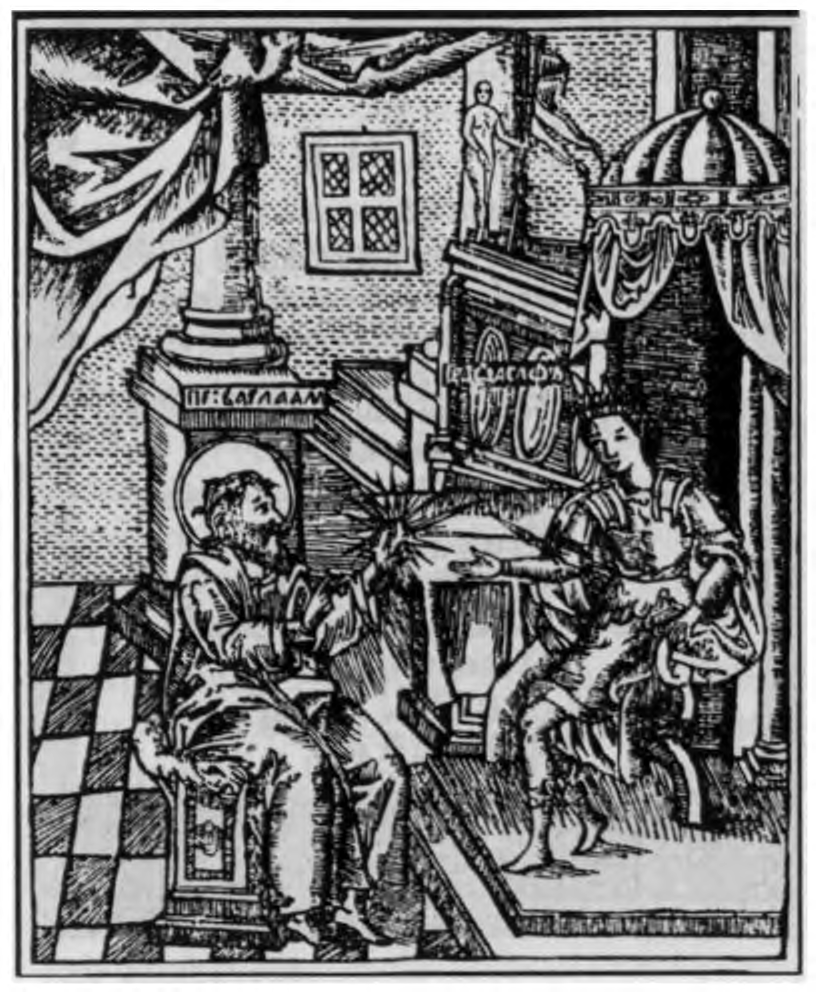
«Варлаам и Иоасаф». Кутеинская типография. 1637 год.

«Варлаа́м и Иоаса́ф» (также «Барлаам и Иосафат») — средневековый роман-житие индийского происхождения, по своему сюжету восходящий к преданиям о Будде, представленном в романе под именем Иоасафа (Иосафата), что является «вариантом» слова «Бодхисаттва» (санскр. — «Тот, чья суть — Знание»).
Роман известен в нескольких восточных литературах:
- персидско-пехлевийской, арабской (имеются две версии),
- еврейской (иврит),
- эфиопской,
- грузинской (имеются две версии),
- армянской,

а также в европейских переводах на греческий, латинский, церковнославянский и другие языки.
В русском переводе, сделанном с текстов араба и христианского святого Иоанна Дамаскина (ок. 675 — 753 / 780) — «Повесть о Варлааме пустыннике и Иоасафе царевиче».

## Распространение
На основе некоего комплекса материалов VI—VII веков, возможно, сведённых воедино в пехлевийской версии (D. Lang), в VII—VIII веках была создана первая арабская редакция «Повести». С арабской редакции была выполнена первоначальная краткая грузинская версия, «Премудрость Балавара» (груз. — «Балавариани»), которая содержит христианизированную историю жизни Будды. Грузинская версия сохранилась в двух редакциях: пространной (IX—X века) и краткой (XI век).
С грузинского на греческий язык текст перевёл и обработал Евфимий Святогорец (955—1028). Повесть дошла до нас в большом (около 150) числе греческих списков. В большинстве их она имеет следующее заглавие: «Душеполезное повествование, принесенное из внутренней Эфиопской страны, называемой Индия, в святой град Иерусалим Иоанном монахом, мужем честным и добродетельным из монастыря Святого Саввы».
Роман «Варлаам и Иоасаф» приобрёл международный характер в XI веке; христианская переработка его в латинском переводе греческого текста была воспринята и романо-германскими литераторами, популяризировалась там до степени «народной книги»; в печатном виде роман появился рано, в период инкунабул. Этот текст воспринимался уже не как литературный памятник, а как жизнеописание некогда реально существовавших святых. Многие сюжеты из этого романа попали в «Gesta Romanorum», откуда перекочевали в «Декамерон».
Славянские переводы восходят частью к версии латинской (переводы: чешский, польский), частью непосредственно к греческой — у южных славян; русский текст, известный в списках с XIV—XV веков, опирается на южнославянскую версию. На русской почве популярность этого романа сказалась в размещении его эпизодов в Прологе, в появлении иллюстрированных списков, создании на основе мотивов романа целого ряда духовных стихов, из которых старшие, великорусские, сохранились в записях от XVI века.
Церковнославянский перевод текста появился на Руси не позже XII века, так как уже Кирилл Туровский пользовался им для своей притчи «О человеце белоризце» в славянском переводе, а не в греческом подлиннике. В России произведение бытовало под названием «Повесть о Варлааме и Иоасафе».
Еврейская обработка была сделана в первой половине XIII столетия барселонцем Авраамом ибн-Хасдаем и получила название «Бен ха-Мелек ве ха-Назир» («Принц и монах»).

## Содержание
Фабула романа: языческий царевич Иоасаф, несмотря на все препятствия обращённый в христианство пустынником Варлаамом, обращает и свой народ, а затем, сложив с себя унаследованную им власть, уходит в пустыню (реминисценция на индийское предание, зафиксированное в буддийских текстах об уходе царевича Сиддхартхи Гаутамы  из дворца и становление его Буддой).
Текст повести — это диалог учителя и ученика о смысле жизни, облечённый в высокохудожественную форму.
Наверное, поэтому одно из главных мест в сюжете повести занимает «Притча об инороге» (единороге).

## Исследования
В 1872 году была издана арабская средневековая аннотированная библиография или история староарабской литературы, под названием «Фихрист» (составлена в X в.). В этом памятнике в числе книг, переведённых на арабский язык с пехлевийского, была названа книга «Билаухар и Будасаф». Э. Лябуле и Ф. Либрехт в своих научных изысканиях по вопросу происхождения сюжета повести независимо друг от друга пришли к одному и тому же выводу: греческая Повесть является не чем иным, как христианской переработкой индийской легенды о детстве Будды. Источником Повести Ф. Либрехт счёл «Лалитавистару», буддийскую сутру (сборник поучений), созданную на санскрите в начале нашей эры.
Мнение о буддийском прототипе получило практически полное признание, когда Д. Жимаре предложил этимологию имён главных героев: инд. «Bodhisattva» (одно из имён Будды, санскр. — «Тот, чья суть — Знание») через араб. «Budhasf» («Budisatif») и груз. «Yudasif» («Yiwasif») из-за смешения араб. b/y [/] и d/w [/] дало греч. и слав. «Иоасаф». Араб. "Bilawha"r («Билавхар») через грузинское «Balahvar» («Балавар») дало впосл. греч. «Βαρλαάμ» («Варлаам»). Имя царя «Авенира» (греч. «᾿Αβεννήρ»; груз. «Абенес» / «Абенесер») восходит, видимо, к араб. «Джунайсар».
Менее распространена, но представляется более справедливой другая точка зрения, согласно которой царевич Иоасаф не является христианской ипостасью Будды; П. и жизнеописания Будды имеют гораздо более существенных различий, чем общих особенностей, и создана она не в Индии, а скорее в Центральной Азии (А. И. Кирпичников, В. И. Кузнецов). Д. С. Лихачев.

## Интересные факты

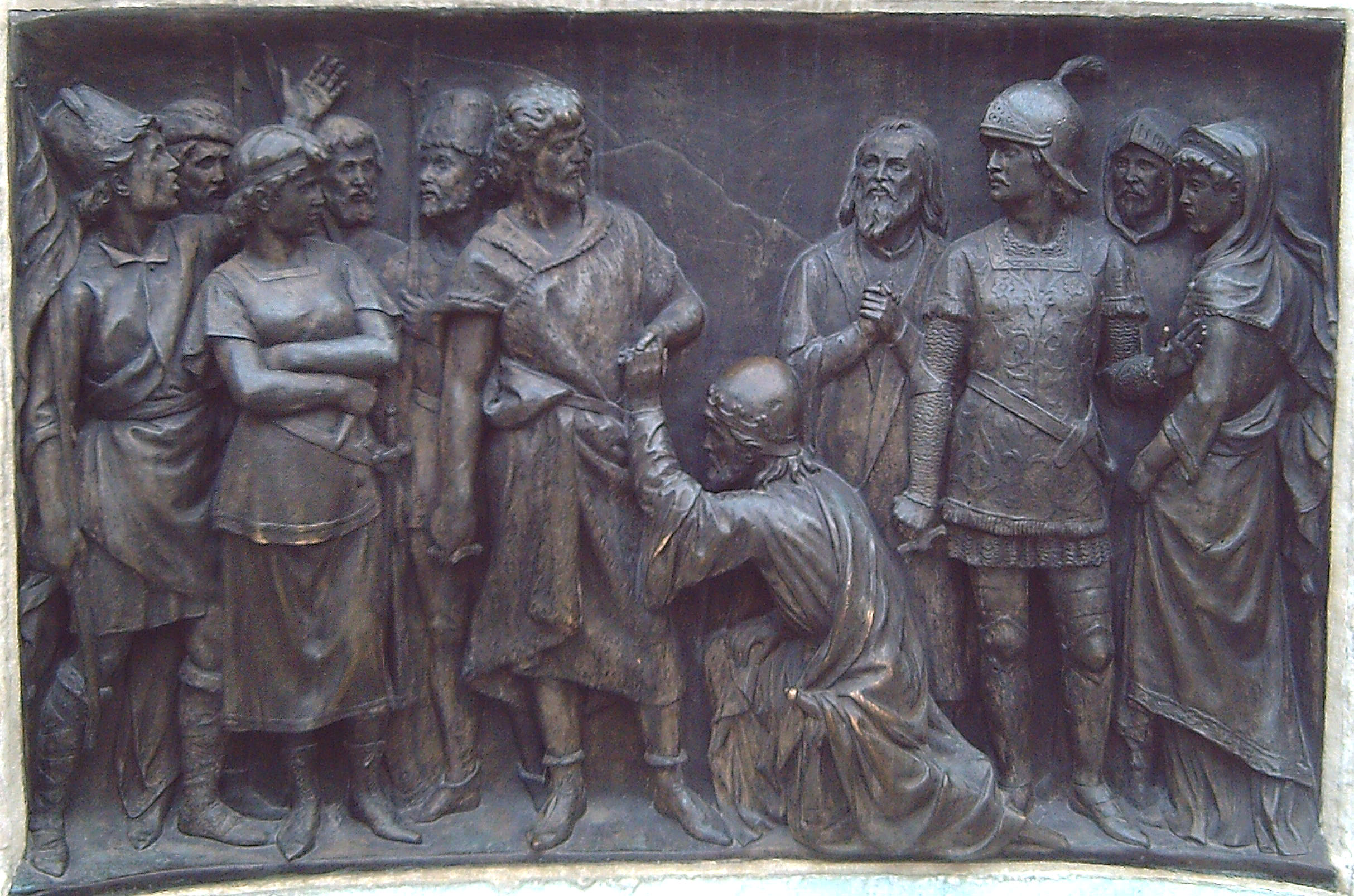
Жизнь есть сон. Барельеф с памятника Кальдерону, скульптор Ж. Фигерас Вила, Мадрид, 1880 год.

- Святитель (святой Православной церкви) Феофан Затворник следующим образом оценивал «Повесть о Варлааме и Иоасафе»:

Лучшей книги для познания христианской веры и жизни в общем обзоре — нет — и едва ли может быть… Это будет лучше всех катехизисов!— Сказание о жизни преподобных и богоносных отцев наших Варлаама и Иоасафа. — 2-е изд. — Сергиев Посад, 1910.
- У. Шекспир использовал сюжет одной из притч повести (о четырёх ковчегах) во втором действии «Венецианского купца», в сценах испытания Порцией её женихов.
- Лопе де Вега написал на сюжет повести драму «Варлаам и Иоасаф».
- П. Кальдерон повторил сюжет в пьесе «Жизнь есть сон».
- Темой докторской диссертации Ивана Франко, написанной под руководством Игнатия Ягича и защищённой в 1893 году в Венском университете, были славянские версии «Повести о Варлааме и Иоасафе».

## Издания
- Балавариани. Мудрость Балавара / Предисл. и ред. И. В. Абуладзе. — Тбилиси, 1962.
- The Balavariani. (Barlaam and Josaphat). — London, 1966.
- Лебедева И. Н. (ред.). Повесть о Варлааме и Иоасафе // Библиотека литературы Древней Руси / РАН. ИРЛИ; Под ред. Д. С. Лихачева, Л. А. Дмитриева, А. А. Алексеева, Н. В. Понырко. — СПб.: Наука, 1999. — Т. 2: XI—XII века. — 555 с.
- Повесть о Варлааме пустыннике и Иоасафе царевиче индийском (Повесть о Варлааме и Иоасафе) / Пер. с араб. акад. В. Р. Розена; под ред. и с введ. акад. И. Ю. Крачковского; АН СССР. — М.—Л.: Изд-во АН СССР, 1947. — 188 с. — 3000 экз.
- Сказание о жизни преподобных и богоносных отцев наших Варлаама и Иоасафа, сост. св. Иоанном Дамаскиным / Пер. с греч. по древним пергаментным рукописям, хранящимся на Св. Афонской горе. — 2-е изд. — Сергиев Посад, 1910.
- 18 ноября. Память преподобного отца нашего Иоасафа Пустынника, сына Авенира, царя индийскаго // Пролог. — Московская старообрядческая книгопечатня. — 1641; 1915 (переизд.).